# Эндомитоз
Эндомито́з (от греч. ένδον — внутри и др.-греч. μίτος — нить) — процесс удвоения числа хромосом в ядрах клеток  многих протистов, растений  и  животных (включая нейроны), за которым не следует процесс деления ядра и самой клетки. В процессе эндомитоза (в отличие от многих форм митоза) не происходит разрушение ядерной оболочки и ядрышка, не происходит образование веретена деления и не реорганизуется цитоплазма, но при этом (как и при митозе) хромосомы проходят циклы спирализации и деспирализации.
Повторные эндомитозы приводят к возникновению полиплоидных ядер, отчего в клетке увеличивается содержание ДНК.
Также эндомитозом называют многократное удвоение молекул ДНК в хромосомах без увеличения числа самих хромосом; как результат образуются политенные хромосомы. При этом происходит значительное увеличение количества ДНК в ядрах.

## Примеры
У винограда эндомитоз был обнаружен в кончиках молодых корней сорта «Фоль бланш». По своему происхождению, большинство известных полиплоидных сортов винограда возникло на основе соматических мутаций в результате спонтанного образования полиплоидных клеток путём эндомитоза. При определённых благоприятных условиях эти клетки занимают апикальное положение и, делясь в дальнейшем путём митоза, дают начало полиплоидным побегам на диплоидных кустах. От таких побегов возникли, например, тетраплоидные клоны: 
- «Шабаш крупноягодный»,
- «Рислинг крупноягодный»
- и другие,

а также спонтанные тетраплоидные сорта винограда:  
- «Шасла гро Куляр белая»,
- «Шасла гро Куляр розовая», «Шасла бернардская»
- и другие.